# Rød ormeøgle
Rød ormeøgle (Amphisbaena alba) er en ormeøgle fra familien Amphisbaenidae. Denne art kan bliver over 70 cm lang og er den største ormeøgle i det neotropiske faunaområde. Den afrikanske Monopeltis capensis bliver omtrent lige så lang, så det er usikkert hvilken art som er verdens længste ormeøgle. 
Amphisbaena alba hører hjemme i tropisk regnskov og savanne, men har også tilpasset sig jordbrugsområder. Ingen andre ormeøgler har en så vid udbredelse. Arten findes i hele Sydamerika øst for Andesbjergene og mangler kun i de tempererede områder i syd. Den findes i følgende lande og territorier: Bolivia, Brasilien, Colombia, Ecuador, Fransk Guyana, Guyana, Panama, Paraguay, Peru, Surinam, Trinidad og Tobago og Venezuela.